# Leptotarsus (Tanypremna) porterianus porterianus
Leptotarsus (Tanypremna) porterianus porterianus is een ondersoort van de tweevleugelige Leptotarsus (Tanypremna) porterianus uit de familie langpootmuggen (Tipulidae). De ondersoort komt voor in het Neotropisch gebied.